# 虚時間

実時間と虚時間の関係は直交する軸として視覚化できる。

虚時間（きょじかん、imaginary time）は、虚の時間、つまり、単位時間の虚数（純虚数）倍で表される時間である。

## 虚時間と特殊相対性理論
ローレンツ変換の不変量である4次元距離は
{\displaystyle s^{2}=(ct)^{2}-(x^{2}+y^{2}+z^{2})\,}
で表される。ここでは、時間と空間は対称ではない。しかし、虚時間を {\displaystyle \tau =it} と置くと、
{\displaystyle s^{2}=-\{(c\tau )^{2}+x^{2}+y^{2}+z^{2}\}\,}
となり、虚時間（の {\displaystyle c} 倍）と空間との間に対称性が成立する。このため、特殊相対性理論を虚時間を使って記述すると、数学的取り扱いが容易になる。たとえば、ミンコフスキー時空は4次元ユークリッド空間となり、ローレンツ変換は回転となる。

## 虚時間と温度
量子統計力学においては、虚時間は逆温度と融合する。すなわち
{\displaystyle \Theta :={\frac {t}{\hbar }}-i{\frac {1}{k_{\mathrm {B} }T}}.}
ここで kB はボルツマン定数、ħ は換算プランク定数である。この観点からは、エネルギーの逆数の次元を持つ複素パラメータが現象として現れる際にその実部が時間に、虚部が温度に分かれると考えることが自然となる。